# 1. Liga (Tschechoslowakei) 1962/63
Die Spielzeit 1962/63 der 1. Liga  war die 20. reguläre Austragung der höchsten Eishockeyspielklasse der Tschechoslowakei. Mit 55 Punkten nach der Finalrunde setzte sich ZKL RH Brno durch. Für die Mannschaft war es ihr achter tschechoslowakischer Meistertitel überhaupt.

## Modus
Wie in der Vorsaison nahmen zwölf Mannschaften am Spielbetrieb der 1. Liga teil, die die Hauptrunde in einer gemeinsamen Gruppe bestritten. Nach Durchführung von Hin- und Rückspiel betrug die Gesamtanzahl der Spiele pro Mannschaft 22 Spiele. Anschließend spielten die ersten sechs Mannschaften den Meister aus, und die restlichen sechs Mannschaften spielten um den Klassenerhalt. Meister wurde der Gewinner der Finalrunde. Die beiden letztplatzierten Mannschaften der Abstiegsrunde stiegen direkt in die 2. Liga ab. Sowohl Final- als auch Abstiegsrunde fanden in Hin- und Rückspiel statt, so dass jede Mannschaft noch einmal zehn Spiele bestritt. Die Punkte aus der Hauptrunde wurden in beiden Gruppen übernommen.

## Hauptrunde
| Pl. | Team                       | Sp. | S  | U | N  | Torv.  | Pkt. |
| --- | -------------------------- | --- | -- | - | -- | ------ | ---- |
| 1.  | ZKL RH Brno                | 22  | 20 | 1 | 1  | 139:41 | 41   |
| 2.  | Slovan CHZJD Bratislava    | 22  | 12 | 7 | 3  | 107:62 | 31   |
| 3.  | Spartak Praha Sokolovo     | 22  | 12 | 4 | 6  | 99:68  | 28   |
| 4.  | Dukla Jihlava              | 22  | 11 | 6 | 5  | 100:78 | 28   |
| 5.  | VŽKG Ostrava               | 22  | 11 | 5 | 6  | 74:57  | 27   |
| 6.  | VTŽ Chomutov               | 22  | 9  | 3 | 10 | 94:87  | 21   |
| 7.  | TJ SONP Kladno             | 22  | 10 | 1 | 11 | 92:97  | 21   |
| 8.  | CHZ Litvínov               | 22  | 9  | 3 | 10 | 71:98  | 21   |
| 9.  | TJ Spartak LZ Plzeň        | 22  | 6  | 4 | 12 | 58:84  | 16   |
| 10. | Tesla Pardubice            | 22  | 6  | 3 | 13 | 84:114 | 15   |
| 11. | ZJS Zbrojovka Spartak Brno | 22  | 5  | 2 | 15 | 61:100 | 12   |
| 12. | Slavoj České Budějovice    | 22  | 0  | 3 | 19 | 52:146 | 3    |

## Finalrunde
| Pl. | Team                    | Sp. | S  | U | N  | Torv.   | Pkt. |
| --- | ----------------------- | --- | -- | - | -- | ------- | ---- |
| 1.  | ZKL RH Brno             | 32  | 27 | 1 | 4  | 186:71  | 55   |
| 2.  | Spartak Praha Sokolovo  | 32  | 19 | 4 | 9  | 139:95  | 42   |
| 3.  | Slovan CHZJD Bratislava | 32  | 17 | 7 | 8  | 141:95  | 41   |
| 4.  | Dukla Jihlava           | 32  | 17 | 6 | 9  | 135:112 | 40   |
| 5.  | VŽKG Ostrava            | 32  | 14 | 5 | 13 | 105:97  | 33   |
| 6.  | VTŽ Chomutov            | 32  | 11 | 3 | 18 | 120:135 | 25   |

### Meistermannschaft von ZKL Rudá Hvězda Brno
| Torhüter      | Vladimír Nadrchal, Karel Ševčík |
| Abwehrspieler | Rudolf Potsch, Ladislav Olejník, František Mašláň, Jaromír Meixner, Jan Soukup |
| Stürmer       | Vlastimil Bubník, Václav Pantůček, Bronislav Danda, Rudolf Scheuer, František Vaněk, Josef Černý, František Ševčík, Zdenék Kepák, Jaroslav Jiřík, Ivo Winkler, Karel Skopal, Vladimír Šubrt |
| Trainer       | Vladimír Bouzek |

## Abstiegsrunde
| Pl. | Team                       | Sp. | S  | U | N  | Torv.   | Pkt. |
| --- | -------------------------- | --- | -- | - | -- | ------- | ---- |
| 7.  | CHZ Litvínov               | 32  | 14 | 3 | 15 | 115:137 | 31   |
| 8.  | TJ SONP Kladno             | 32  | 14 | 2 | 16 | 137:146 | 30   |
| 9.  | Tesla Pardubice            | 32  | 13 | 4 | 15 | 130:144 | 30   |
| 10. | TJ Spartak LZ Plzeň        | 32  | 12 | 5 | 15 | 102:110 | 29   |
| 11. | ZJS Zbrojovka Spartak Brno | 32  | 11 | 2 | 19 | 96:142  | 24   |
| 12. | Slavoj České Budějovice    | 32  | 0  | 4 | 28 | 82:204  | 4    |

Bester Torschütze der Liga wurde Jaroslav Volf von TJ SONP Kladno, der in den 32 Spielen seiner Mannschaft 28 Tore erzielte.

## 1. Liga-Qualifikation
Die beiden Sieger ihrer jeweiligen 2. Liga-Gruppe, VTJ Dukla Litoměřice und TJ Gottwaldov, stiegen für die nächste Spielzeit in die 1. Liga auf.